# 20002 Тіллісміт
20002 Тіллісміт (20002 Tillysmith) — астероїд головного поясу, відкритий 10 березня 1991 року.
Тіссеранів параметр щодо Юпітера — 3,085.
Названо на честь англійської дівчинки Тіллі Сміт (англ. Tilly Smith, нар. 1994), яка врятувала майже сотню життів під час цунамі в Індійському океані в 2004 році. На уроці географії вона чула про те, що перед час цунамі вода стрімко відходить від берега, і попередила батьків, які, в свою чергу, розповіли про це сусідам.